# Mathias Sercu
Mathias Sercu (Ardooie, 22 december 1970) is een Vlaamse acteur, regisseur en schrijver. Hij treedt ook op als zijn alter ego Staf Steegmans.

## Levensloop
Op 12 december 2008 startte Sercu bij de eerste vijf deelnemers van Steracteur Sterartiest 2009, de derde editie van dit programma op de Vlaamse zender één. Hij overleefde elke aflevering, en stootte zo door naar de finale. Daar versloeg hij op 6 maart 2009 Margot De Ridder en Ann Van den Broeck en kreeg zo de titel van 'Sterartiest 2009'. Zijn goede doel was Het Anker, een organisatie die zich inzet voor kinderen met autismespectrumstoornis, waarvoor hij in totaal € 51.511,200 inzamelde. Daarmee wil Het Anker laptops kopen en internetverbinding aanleggen.
Sinds 2010 maakt Mathias Sercu actief deel uit van het theatergezelschap De Spelerij.
Daarnaast is hij medeoprichter van Theatermakery Het Eenzame Westen.
In 2014 kwam zijn Marsman op televisie, een dramaserie waarvoor hij het scenario leverde, regisseerde en een rol vertolkte.

## Theater

### Als acteur
Belangrijkste hoofdrollen
- Macbeth (als Macbeth)
- Nachtwake (als John)
- De tramlijn die verlangen heet / A Streetcar named Desire (als Stanley)
- De Spelerij:

1. Lars
2. Drie zusters
3. Frederik
4. Kat
5. Vrijdag
6. Othello (als Lago)
7. Oom Wanja

### Als auteur/regisseur
- Rust
- Cicadas (monoloog)
- Een sneeuwwit vogeltje
- Van ridder Boudewijn

## Televisie

### Scenarist
- Marsman (2014)
- Chantal (2022-heden)

### Vaste rollen
- Buiten de zone (1994-1996) - als Ubi Stevens
- Diamant (1997) - als Ludo Millecamps
- W817 (2000-2001, 2003) - als Mickey
- Team Spirit - de serie en de serie II (2000, 2005-2006) - als Jos De Paepe
- Halleluja! (2005-2008) - als Helmut
- Flikken (2008-2009) - als Staf Demotte
- De Rodenburgs (2009-2011) - als Fred Rodenburg
- Danni Lowinski (2012-2013) - als Niels Deburchgraeve
- Crème de la Crème (2013) - als Bob Hendriks
- Marsman (2014) - als Mark, eigen creatie van Mathias
- Campus 12 (2018-2020) - als Ward de Smidt
- Eigen kweek (2019) - als onderzoeksrechter Piet Despriet
- Mijn Slechtste Beste Vriendin (2021-2022) - als Peter De Graeve
- Chantal (2022-heden) - als rechercheur Johnny D'Haese

### Gastrollen
- Postbus X (1990) – als Boeboe
- De Kotmadam (1992) - als Roland
- Niet voor publikatie (1994) - als Gino Blanke
- Ons geluk (1995) - als Jean Witten
- Heterdaad (1997) - als Patrick Poelaert
- Flikken (1999) - als Dany De Vodder
- Recht op Recht (2000) - als Stefan Leurts
- Sedes & Belli (2002) - als Stefaan
- Het Geslacht De Pauw (2003) - als zichzelf
- Oekanda (2005) - verschillende rollen
- Witse (2006) - als Ronny Celis
- En daarmee basta! (2007) - als Bob
- Witse (2008) - als Jan Vissers
- Aspe (2008) - als Herman Goossens
- Vermist (2012) - als Alex Beurssens
- Aspe (2012) - als Gert De Loo
- Salamander (2012-2013) - als Wim Robijns
- Spitsbroers (2015) - als Laurent Vuylsteke
- Vermist (2015, 2017) - als Ruben Michiels
- De Bunker (2015) - als Rudy Vromman
- Coppers (2016) - als Pierre Bouwens
- De Ridder (2016) - als Christophe Dujardin
- Cordon (2016) - als Olivier Duchamp
- Tytgat Chocolat (2017) - als politieagent
- Black-Out (2020-2021) - als Lander Vansteeland
- Onder Vuur (2021, 2024) - als Geert

## Film (selectie)

### Als acteur
- Ad fundum (1993) - als Dennis
- Max (1994) - als Kurt Bal
- Iedereen beroemd! (2000) - als Jim Poppe
- Team Spirit (2000) - als Jos De Paepe
- Team Spirit 2 (2003) - als Jos De Paepe
- Zot van A. (2010) - als Arno Leekens
- Le Ciel Flamand (2016) - als rechercheur
- My First Highway (2016) - als vader
- Cargo (2017)
- Verborgen verlangen (2017) - als Dennis Van Brakel
- Lola vers la mer (2019) - als politieagent
- Vlaamse flikken (2020) - als François Vermeersen

### Als regisseur
- J'aime la vie (2023)